# Nagano

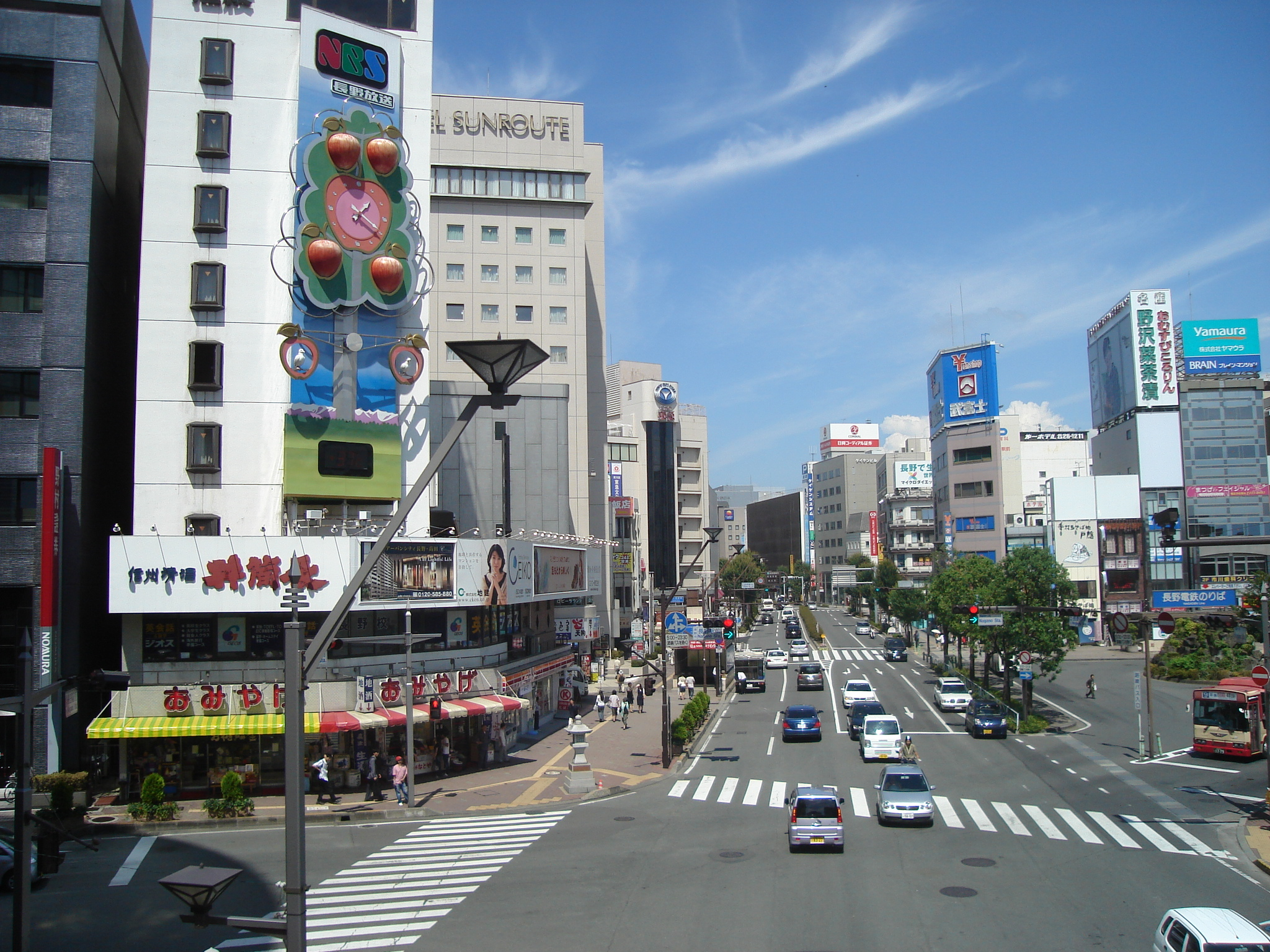
Nagano belvárosa

Nagano (japánul: 長野市, Nagano si, nyugaton Nagano-shi) város Japánban, Nagano prefektúra székhelye. A prefektúra északi oldalán helyezkedik el, közel a Csikuma és a Szai folyó torkolatához, Honsú szigetén.
A város teljes területe 834,85 km². 2011. április elsejei adatok szerint a város népessége körülbelül 387 146 fő, népsűrűsége 460 fő négyzetkilométerenként.

## Leírás
Nagano leginkább a Zenkódzsi, 7. században épített buddhista templomról híres, ahonnan kilátás nyílik az egész városra. A várost évente több millió turista látogatja. Nagano eredetileg Kamiminocsi körzet egyik városa volt, amit Kelet-Japán legnagyobb fa építménye, a hegytetőn lévő templom köré építettek, de mostanra, magába foglalja Sarasina, Hanisima és Kamitakai körzeteket is. Itt rendezték meg az 1998. évi téli olimpiai játékokat.

## Földrajz
Környező önkormányzatok:
Mjókó város kivételével mind Nagano prefektúrában található.
- Északon: Sinano és Iizuna, és Mjókó, Niigata prefektúrában
- Keleten: Nakano , Szuzaka és Obusze városa
- Délen: Ueda és Csikuma
- Délnyugaton: Ómacsi városa, valamint Omi, Csikuhoku és Ikuszaka községek
- Nyugaton: Ogava község
- Északnyugaton: Hakuba és Otari község

## Történelem
A város Minucsi (水内郡), Takai (高井), Szarasina (更級郡), és Hanisina (埴科郡) körzetekben, az ősi Sinano provinciában fekszik. 642-ben a Zenkódzsit áthelyezték a jelenlegi Iida városába. Később Monzen városa egy lett a Hokkoku-Kaido „motelvárosai” közül. Itt zajlott le a Kavanakadzsima-i csata, beleértve a Takeda Singen és (武田信玄) és Ueszugi Kensin (上杉謙信) közötti harcot. 1742-ben (Inu-no-Manszui (戌の満水 vagy 千曲川大洪水), a víz magassága elérte a 6,4 métert Akanumánál (Tomojó régebbi városának határához közel.). A Zenko-dzsi földrengésnek köszönhetően (1847. május 8.) közel 10,000 ember vesztette életét. Nagano 1897-ben kapta meg „város” státuszát. A Macusiró Földalatti Császári Főhadiszállást (松代大本営跡 Matsushiro Daihon'ei Ato) építését 1944-ben kezdték el, de a második világháború véget értével, (1945-ben) befejezése törölve lett. A város adott otthont a legnagyobb egyesülésnek az 1. Sóva korban 1954-ben. 1959-ben a Csikuma folyó áradása miatt 71 ember tűnt el vagy halt meg, valamint 20,000 otthont árasztott el a víz. A 2. Sóva korszak legnagyobb egyesülése itt zajlott le 1966-ba. Itt történt a Macuhiró földrengés (松代群発地震). 1895-ben, a földcsuszamlás következtében (地附山地すべり災害) 27 ember halt meg, és 60 lakóház vált lakhatatlanná, vagy károsodott súlyosan. A város adott helyet az 1998. évi téli olimpiai játékoknak és a Paralimpiai játékoknak. 1999-ben Nagano „Központi Város” (中核市) lett. A Heiszei kor népkeveredésének köszönhetően a város abszorbeálta Tojonó, Togakusi és Kinasza (Kamiminocsi körzetből) valamint Óóka (Szarasina körzet) önkormányzatát is. Naganóban tartották a speciális téli olimpiai világjátékokat 2005-ben.

### Terjeszkedés
1897. április elsején alapították meg Nagano városát. Ez volt az első város Nagano prefektúrában, Japánban pedig a 43. A második és jelenlegi várost, 8 önkormányzat összeolvadásból alapították meg 1966. október 9-én. 2005. január elsején, összeolvadt Kamiminocsi (Tojonó, Tokagusi, Kinasza) és Szarasina (Óóka) körzetek önkormányzataival. 2010. január elsején Nagano abszorbeálódott Sinsúsinmacsi várossal és Nakadzsó községgel Kamiminocsi körzetből.

## Éghajlat
Nagano éghajlata nedves szubtrópusi, határosan a nedves kontinentális éghajlattal. Védetten az ország belső völgyeiben fekszik, ami azt jelenti, hogy Hokkaidót leszámítva kevesebb csapadék éri, mint Japán bármely más részét. Télen a várost erős havazás éri, decembertől márciusig a hó magassága eléri a 2,57 métert, de ezek a téli hónapok még így is kevésbé borongósak, mint a partvidéken Hagitól Vakkanaiig.

## Népesség
| Lakosok száma | 381 511 | 377 598 | 367 184 |
|               | 2010    | 2015    | 2021    |

## 1998. évi téli olimpiai játékok
Itt rendezték az 1998-as téli olimpiát és paralimpiai játékokat. Ez volt a harmadik olimpia és a második téli olimpia, amit Japánban tartottak, az 1964-es tokiói nyári olimpiai játékok és az 1972-es szapporói téli olimpia után (ami egyben az első téli olimpia volt, amit valaha Ázsiában tartottak). 2010 óta Nagano a legdélebbi helyszíne a téli olimpiai játékoknak. A naganói olimpiai megemlékező maraton (長野オリンピック記念 長野マラソ) is itt kerül évenkénti megrendezésre, hogy megemlékezzenek az eseményről.

## Nevezetességek
A Kawanakadzsimai csata történelmi helyszíne parkká lett átalakítva, városi múzeummal kiegészülve a Zenkódzsi történelméről.
Macusiró, a Szanada klán egykori települése, a város nyugati oldalán található. A város megőrizte a történelmi légkört, fennmaradt szamuráj rezidenciáival, templomaival és kertjeivel a feudális korból, beleértve Szanada Dzsumangoku feudális nagyúr kastélyának és kúriájának maradványait.
Sportlétesítmények épültek a téli olimpiára, ilyen például az M-Wave gyorskorcsolya aréna (ami a föld legnagyobb, fából készült függesztéses tetőszerkezete), a Big Hat aréna és az Aqua Wing aréna.
A város északi részén fekszik Iizuna község. Népszerű célállomás télen és nyáron egyaránt síközpontja, üdülőhelyei, onszenjei, 10 tava és hegyi útjai miatt.
Északkeleten található Japán legnagyobb síparadicsoma a Siga Kogen és a hozzá közel eső Dzsigokudani Majom Park, ami híres vad japán makákóiról, akiket gyakran látni a meleg vizű forrásokban fürdőzni.
Délen a belváros szívében, Sinanóban a Csausz hegy ad helyet a Nagano Chausuyama Állatkertnek, a kültéri dinoszauruszparknak, a botanikus kertnek és a természettörténelmi múzeumnak.

## Közlekedés

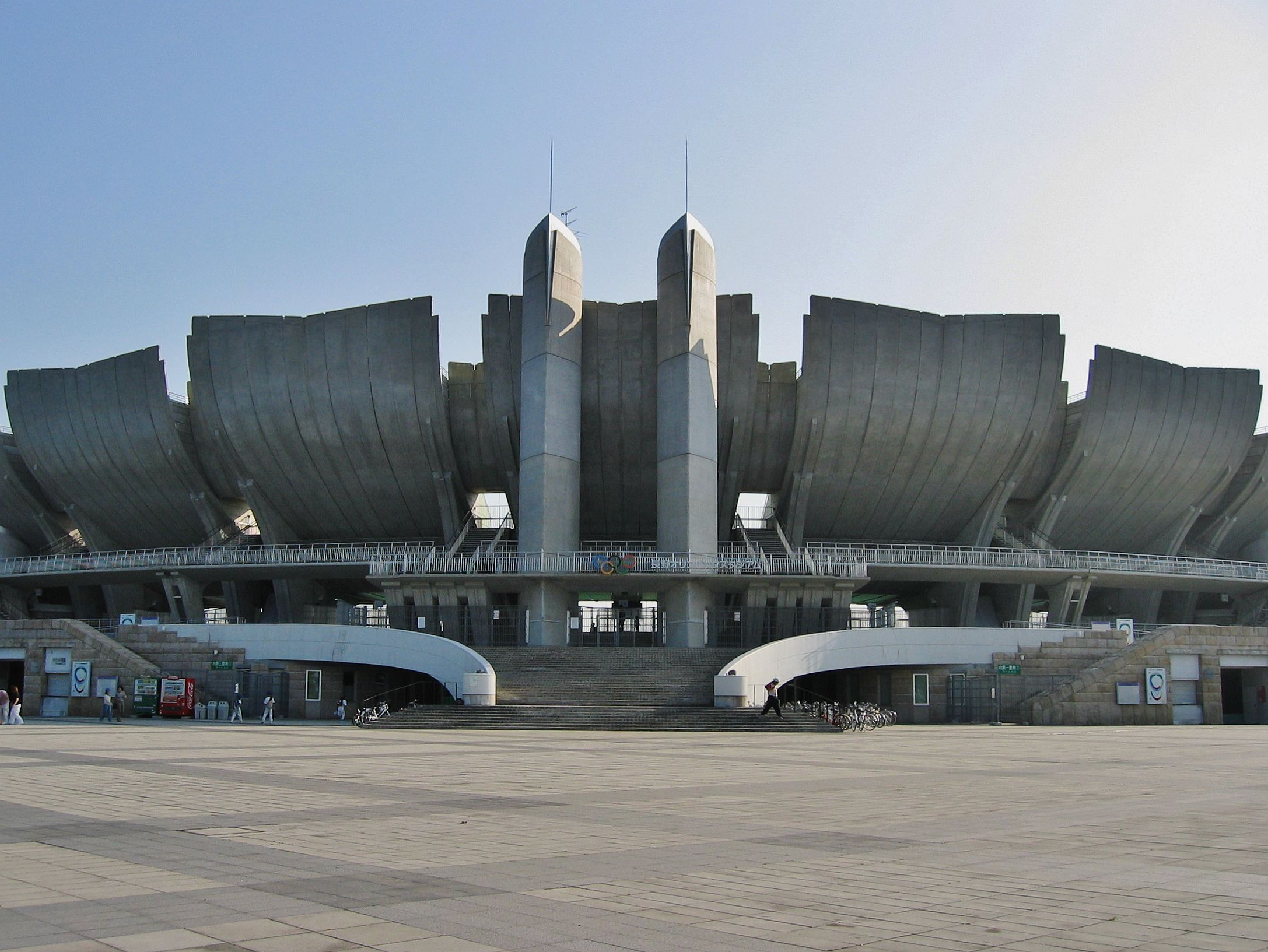
Nagano Olimpiai Stadionja, napjainkban a Nagano Baseball Stadion

### Vasút
A város fő vasúti központja Nagano Állomás és az ennél valamivel kisebb Sinonói állomás, amiket az olimpia miatt kiterjesztettek. A Hokuriku Sinkanszent 1997-ben nyitották meg (kezdetben Nagano sinkanszennek is nevezték) összekapcsolva Naganot, Takaszakival és Gunmával. Nagano állomás még része a Sinanó vasúti vonalnak, a Sinecu fővonalnak, és az Iijama vonalnak. A Japán vasúti Csúó fővonal összeköti Naganot Nagoja fővárossal Aicsi Prefektúrában.
A Nagano elektromos vasút ugyanúgy magába foglalja a Nagano vonal fő állomásait, a városon és a külvároson belül.
A vasúti vonal által délen, a város összeköttetésben áll a Sinonói vonalon keresztül Macumotóval, ami a Sinonói állomással végződik.

### Busz
A Kavanakadzsima Busz és a Nagano Dentecu busz vállalat tartozik a városhoz. Mindkettő Nagano állomásról indul. A Nagano Busz terminál az állomás nyugati oldala.

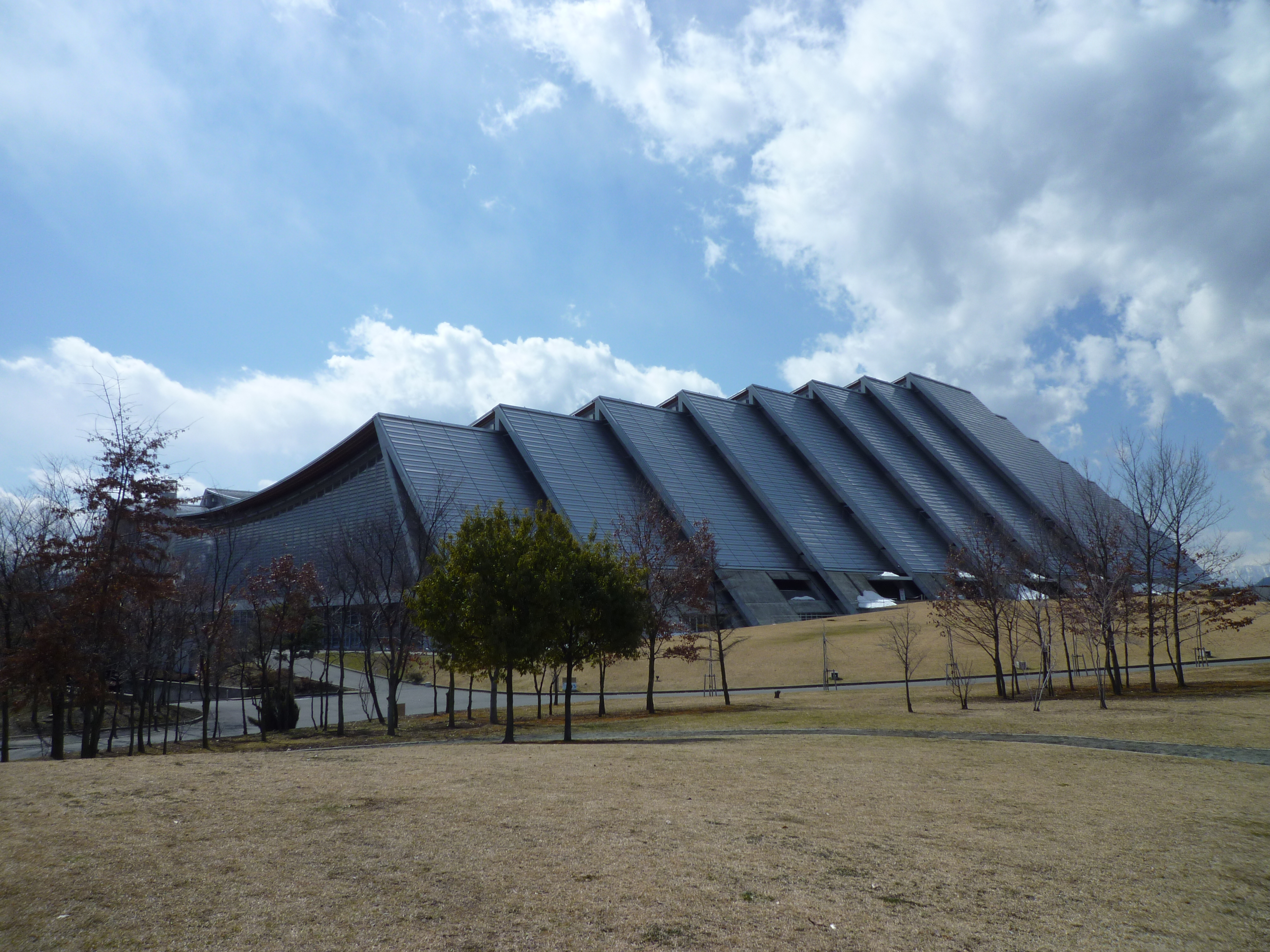
M-Wave Aréna

### Repülő

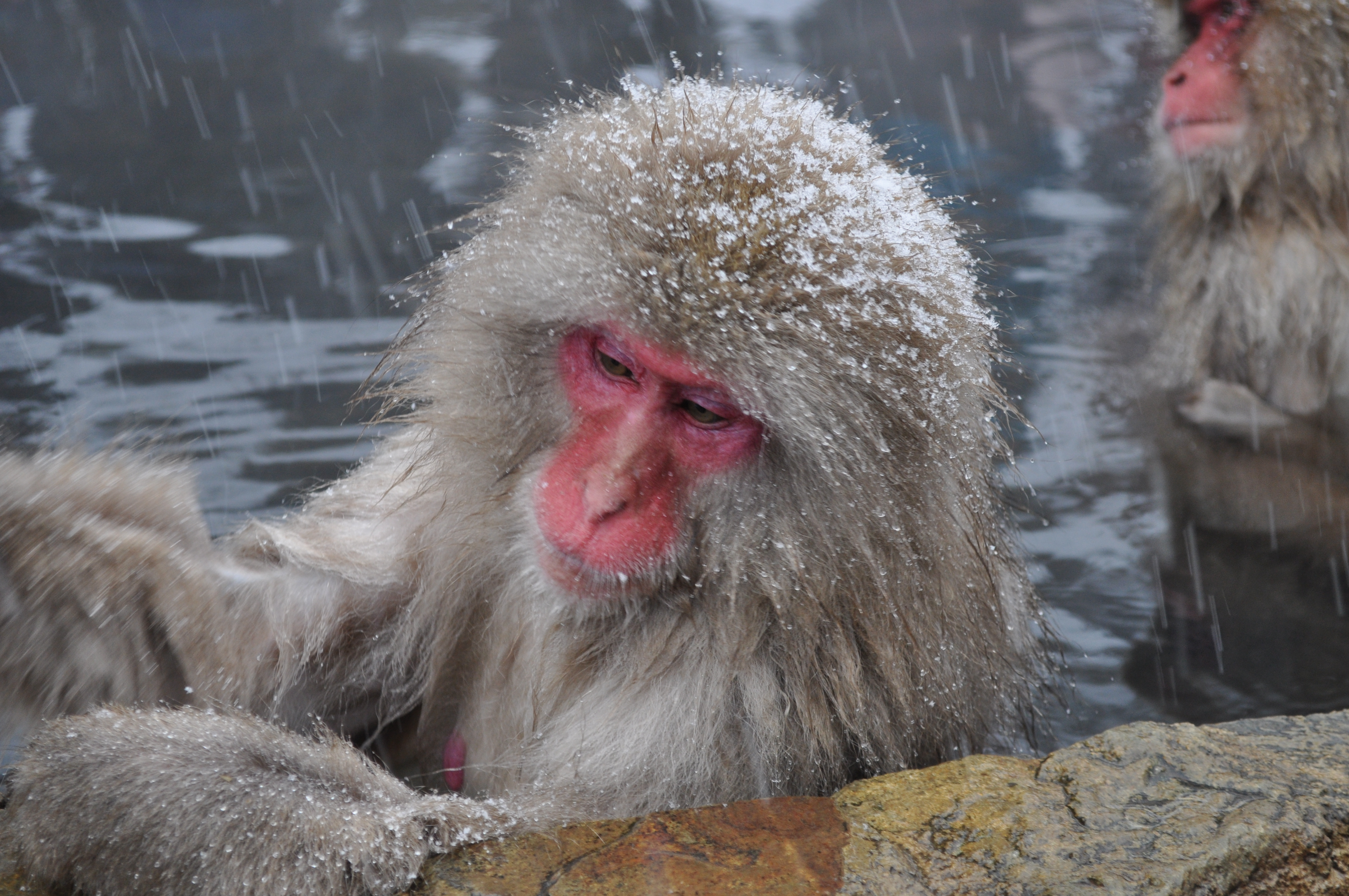
Fürdőző vadon élő japán makákó a Dzsigokudani meleg vizű forrásnál

A városhoz legközelebb eső repülőtér a Macumotó repülőtér. Busszal, gyors járattal 70 perc távolságra van Naganotól.

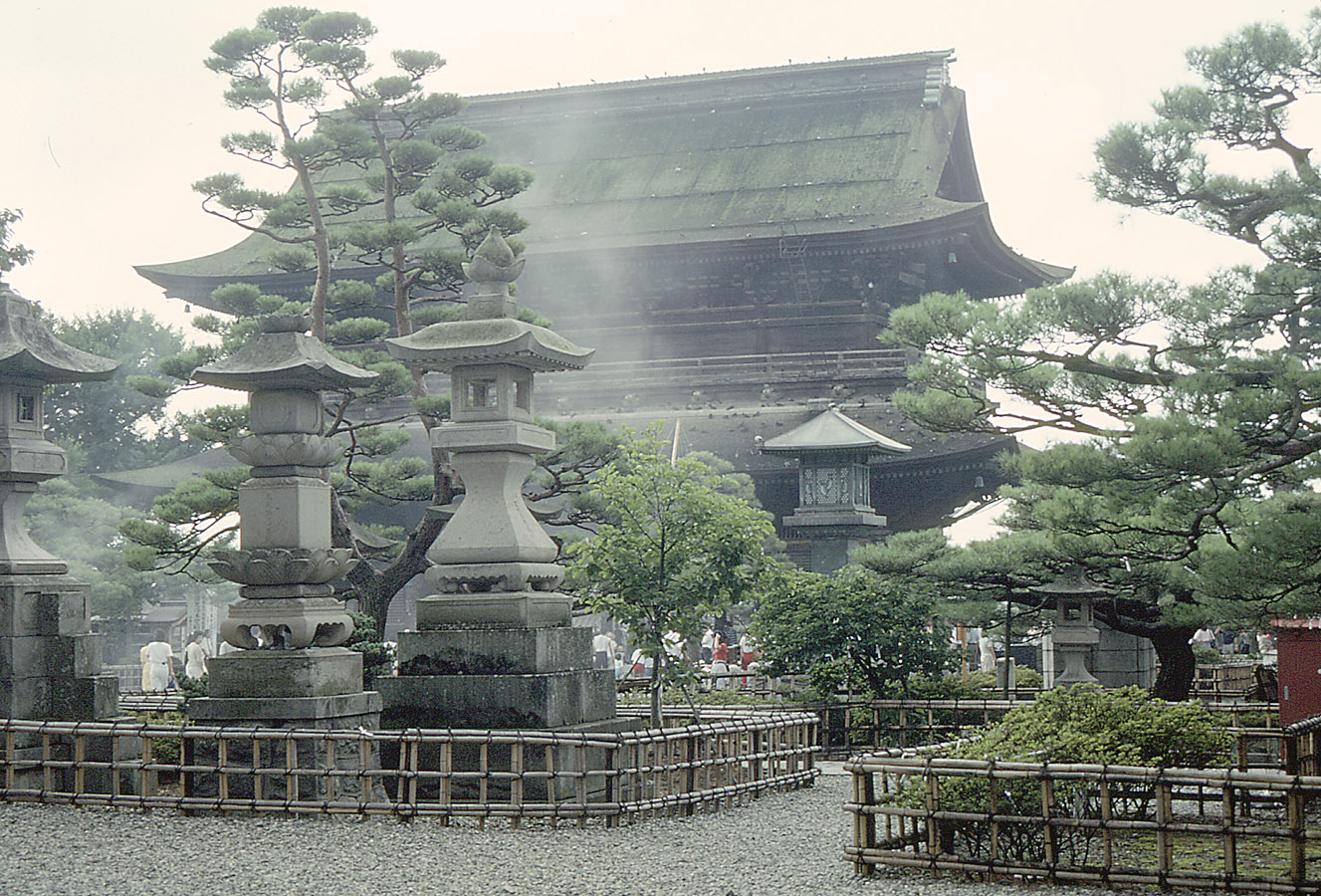
Zenko-dzsi, Nagano ősi temploma

## Oktatás
A városban alap, közép és felsőfokú oktatási intézmény is található valamint szakiskola.

### Alapfokú
- Aokidzsima Általános Iskola
- Nabejata Általános Iskola
- Siozaki Általános Iskola

### Középfokú
- Imoi Középiskola Archiválva 2016. március 5-i dátummal a Wayback Machine-ben
- Kotoku Középiskola
- Naniai Középiskola
- Szanjó Középiskola
- Szeibu Középiskola
- Shinonói-Nisi Középiskola

### Felsőfokú
- Sacuki Főiskola
- Nagano Nihon Egyetem
- Nagano Icsiricu Főiskola
- Nagano Nisi (nyugati) Főiskola Archiválva 2016. március 5-i dátummal a Wayback Machine-ben

### Szakiskola
- Nagano National College of Technology (長野工業高等専門学校)

## Sport
A helyi Futball klub az AC Nagano Parceiro a J3 ligában.

## Testvérváros
Clearwater, Florida, Egyesült Államok

## Fordítás
- Ez a szócikk részben vagy egészben a Nagano, Nagano című angol Wikipédia-szócikk ezen változatának fordításán alapul.  Az eredeti cikk szerkesztőit annak laptörténete sorolja fel. Ez a jelzés csupán a megfogalmazás eredetét és a szerzői jogokat jelzi, nem szolgál a cikkben szereplő információk forrásmegjelöléseként.